# Космос-2332
Космос-2332 је један од преко 2400 совјетских вјештачких сателита лансираних у оквиру програма Космос.
Космос-2332 је лансиран са космодрома Плесецк, Русија, 24. априла 1996. Ракета-носач Космос је поставила сателит у орбиту око планете Земље. 